# Tetón (náutica)
En náutica se llama tetón a una peña o piedra que sobresale en tierra o en el mar y de figura más o menos cónica.
En tierra es más frecuente llamarle teta o tetas. Un ejemplo de esto lo tenemos en el monte de San Antón a quien los habitantes del lugar conocen popularmente como Las Tetas de Málaga.